# Melaloncha udamochiras
Melaloncha udamochiras är en tvåvingeart som först beskrevs av Günther Enderlein 1912.  Melaloncha udamochiras ingår i släktet Melaloncha och familjen puckelflugor. Inga underarter finns listade i Catalogue of Life.